# Digestión aeróbica

Proceso de tratamiento de lodos

La digestión aeróbica es un proceso de tratamiento de aguas residuales diseñado para reducir el volumen de lodos de depuradora y hacerlos aptos  para su uso posterior.  Más recientemente se ha desarrollado tecnología que permite el tratamiento y reducción de otros  residuos orgánicos, como alimentos, cartón y residuos hortícolas. Es un proceso bacteriano que ocurre en presencia de oxígeno. Las bacterias consumen rápidamente materia orgánica y la convierten en dióxido de carbono, agua y una variedad de compuestos orgánicos de menor peso molecular. Al no haber nuevo suministro de material orgánico procedente de las aguas residuales, la biota de lodos activados comienza a morir y es utilizada como alimento por bacterias saprotróficas. Esta etapa del proceso se conoce como respiración endógena y es el proceso que reduce la concentración de sólidos en el lodo.

## Proceso
La digestión aeróbica se utiliza normalmente en plantas de tratamiento de lodos activados. Los lodos activados residuales y los lodos primarios se combinan, en su caso, y se pasan a un espesador donde se aumenta el contenido de sólidos. Esto reduce sustancialmente el volumen que se requiere tratar en el digestor. El proceso generalmente se ejecuta como un proceso por lotes con más de un tanque digestor en funcionamiento al mismo tiempo.  Se bombea aire a través del tanque y el contenido se agita para mantenerlo completamente mezclado. Se desprenden dióxido de carbono, aire residual y pequeñas cantidades de otros gases, incluido sulfuro de hidrógeno. Estos gases residuales requieren un tratamiento para reducir los olores en obras cercanas a viviendas o capaces de generar molestias públicas.  La digestión continúa hasta que el porcentaje de sólidos degradables se reduce a entre 20% y 10% dependiendo de las condiciones locales.  Cuando se procesan desechos no cloacales, se puede reducir significativamente el volumen de desechos orgánicos como alimentos, cartón y desechos hortícolas, dejando un resultado que puede usarse como mejorador del suelo o combustible de biomasa.

## Ventajas
La digestión aeróbica ocurre mucho más rápido que la digestión anaeróbica. El proceso generalmente se realiza a temperatura ambiente y es mucho menos complejo y más fácil de manejar que la digestión anaeróbica.

## Desventajas
Los costos operativos suelen ser mucho mayores para la digestión aeróbica que para la digestión anaeróbica debido a la energía utilizada por los sopladores, bombas y motores necesarios para agregar oxígeno al proceso. Sin embargo, los avances tecnológicos recientes incluyen sistemas de filtrado no aireados eléctricamente que utilizan corrientes de aire naturales para la aireación en lugar de maquinaria operada eléctricamente.
El lodo digerido tiene relativamente poca energía residual y, aunque se puede secar e incinerar para producir calor, el rendimiento energético es mucho menor que el producido por la digestión anaeróbica.

## Digestión aeróbica termofílica autotérmica
La digestión aeróbica termofílica autotérmica es un concepto de diseño de tratamiento de lodos fecales que utiliza los nutrientes del lodo y el calor metabólico de las bacterias para crear altas temperaturas en el digestor aeróbico. Esto hace que la comunidad microbiana se vuelva termófila gradualmente a temperaturas típicamente de 55 °C o más.  Si bien los mayores requisitos de aireación de la digestión aeróbica termofílica autotérmica aumentan aún más el uso de energía y las posibles molestias por olores, el aumento de temperatura hace que los biosólidos resultantes sean mucho más seguros para su reutilización. 